# Diplasterias kerguelenensis
Diplasterias kerguelenensis is een zeester uit de familie Asteriidae.
De wetenschappelijke naam van de soort werd in 1917 gepubliceerd door René Koehler.